# 치리오
치리오 S.p.A. (Cirio Società per Azioni)는 이탈리아의 식음료업 기업이다.
1856년 이탈리아 토리노에 설립하였다.